# تیسدیل (کانزاس)
تیسدیل (به انگلیسی: Tisdale) یک منطقهٔ مسکونی در ایالات متحده آمریکا است که در شهرستان کاولی، کانزاس واقع شده‌است. تیسدیل ۷۷٫۹ کیلومتر مربع مساحت و ۳۴۰ نفر جمعیت دارد و ۴۰۶ متر بالاتر از سطح دریا واقع شده‌است.